# Landouzy-la-Ville
Landouzy-la-Ville es una comuna francesa situada en el departamento de Aisne, de la región de Alta Francia.

## Geografía
Está ubicada a 10 km al este de Vervins

## Demografía
| 620 | 596 | 524 | 518 | 578 | 530 | 509 | 575 |
| Para los censos de 1962 a 1999 la población legal corresponde a la población sin duplicidades (Fuente: INSEE [Consultar]) |     |     |     |     |     |     |     |